# Ausztrál serlegpáfrány
Az ausztrál serlegpáfrány (Cyathea australis) a valódi páfrányok (Pteridopsida) osztályának a páfrányfák (Cyatheales) rendjébe, ezen belül a serlegpáfrányfélék (Cyatheaceae) családjába tartozó faj.

## Előfordulása
Az ausztrál serlegpáfrány őshazája Ausztrália és Tasmánia. A trópusitól a meleg-mérsékelt éghajlatú tájakig világszerte ültetik. A kontinentális Ausztráliában a következő szövetségi államokban található meg: Queensland, Új-Dél-Wales és Victoria.

## Megjelenése, felépítése
Felálló törzsű, ritkán 20 méter magas, többnyire jóval alacsonyabb fa. Karcsú törzsének felületét nagy, elliptikus, a pálmákéra emlékeztető levélripacsok borítják. Az idős levélalapokból és rövid gyökerekből álló köpeny következtében felfelé kúposan megvastagodottnak tűnik; fiatalabb növényeknél gyakran az egész törzs ilyen.
Fiatal levelei pásztorbotszerűen becsavarodnak, és sűrűn álló barna pikkelyek borítják őket. Egy-egy levele mintegy 1,5–3,5 méter hosszú, kétszeresen vagy háromszorosan szárnyalt. A levélkék keskenyek és hosszúak, gyakran mélyen hasadtak; a levél és a levélkék az alap felé mindig erősebben tagoltak, a csúcsokhoz közel a hasábok inkább egybeolvadnak. A levélnyelet és a levélgerincet pikkelyek és szőrök, gyakran bibircsek vagy tüskék is borítják. A levelek ernyőszerűen szétállnak. A kerekded vagy vese alakú szóruszok a fonákon a levélszárnyacskák gerincének két oldalán, a levélkék szélétől többé-kevésbé azonos távolságban, tehát nem közvetlenül a levélkék szélén állnak.

## Életmódja
Elsősorban a hegyi esőerdőket kedveli.

## Felhasználása
Közvetlen gazdasági haszna nincs; ismert dísznövény.

## Képek

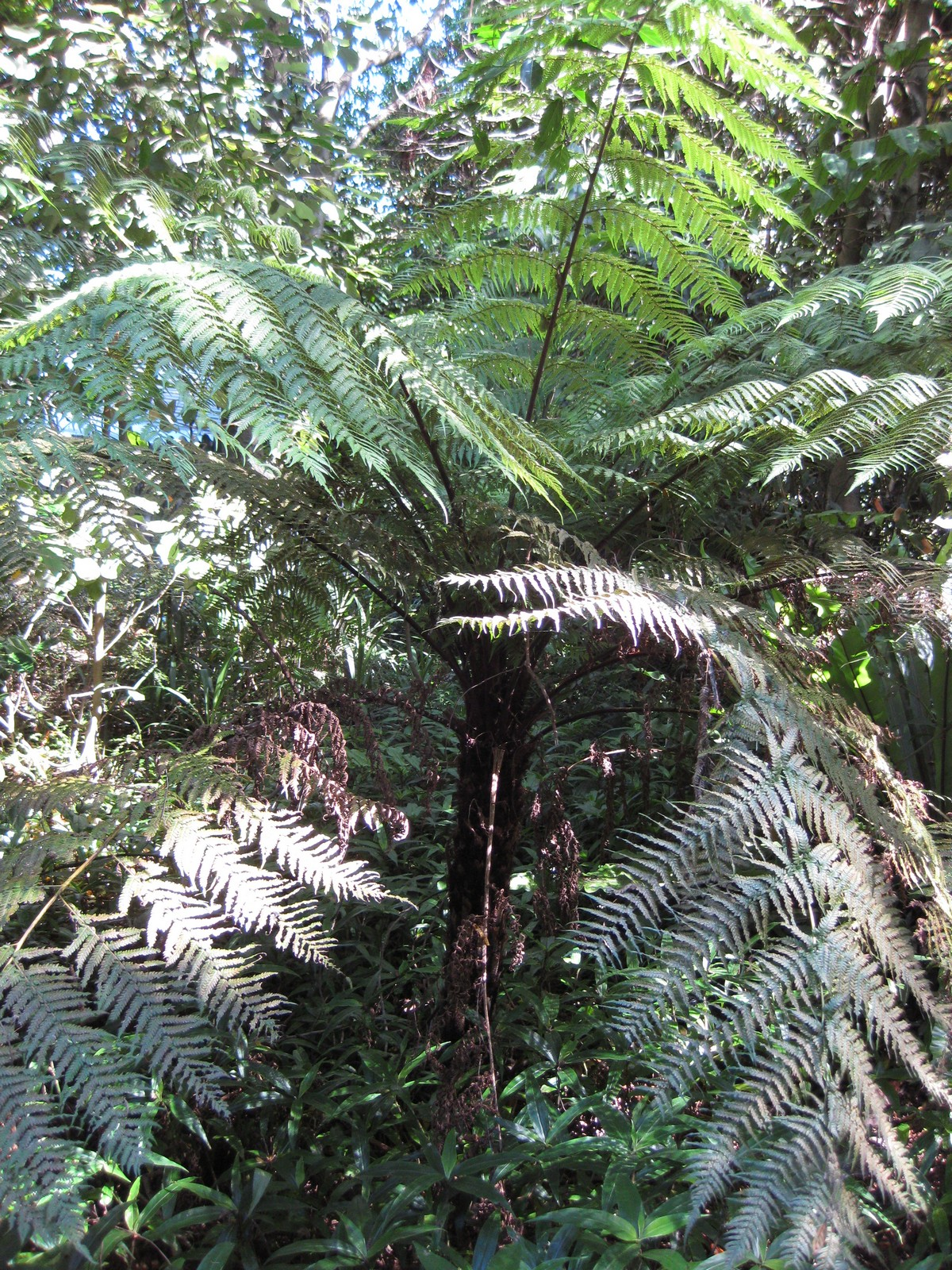
A növény
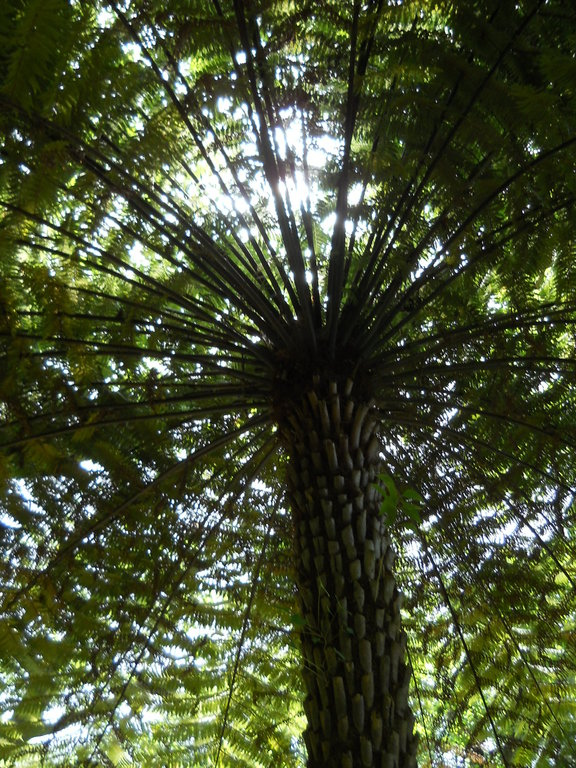
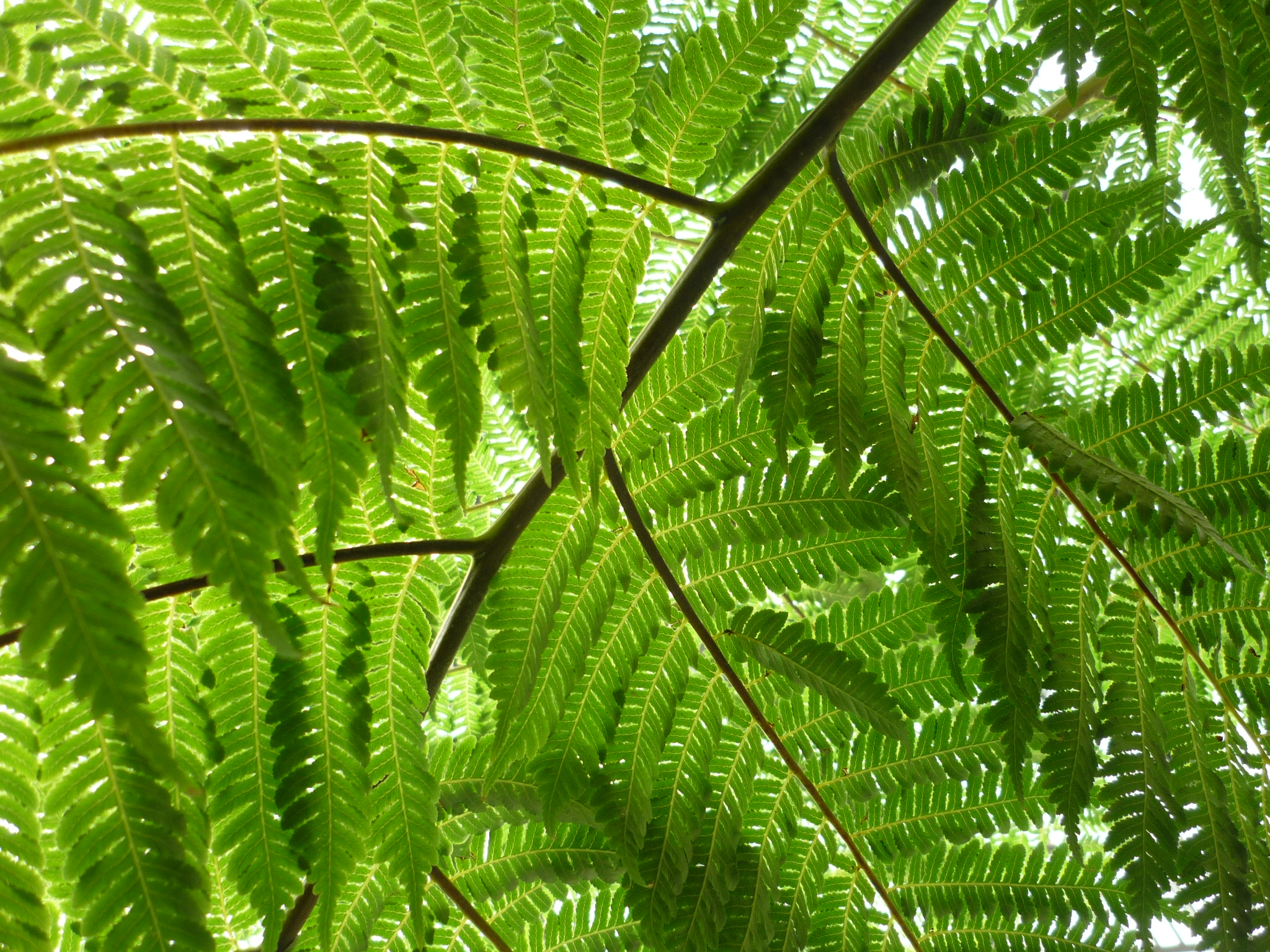
Levélzete
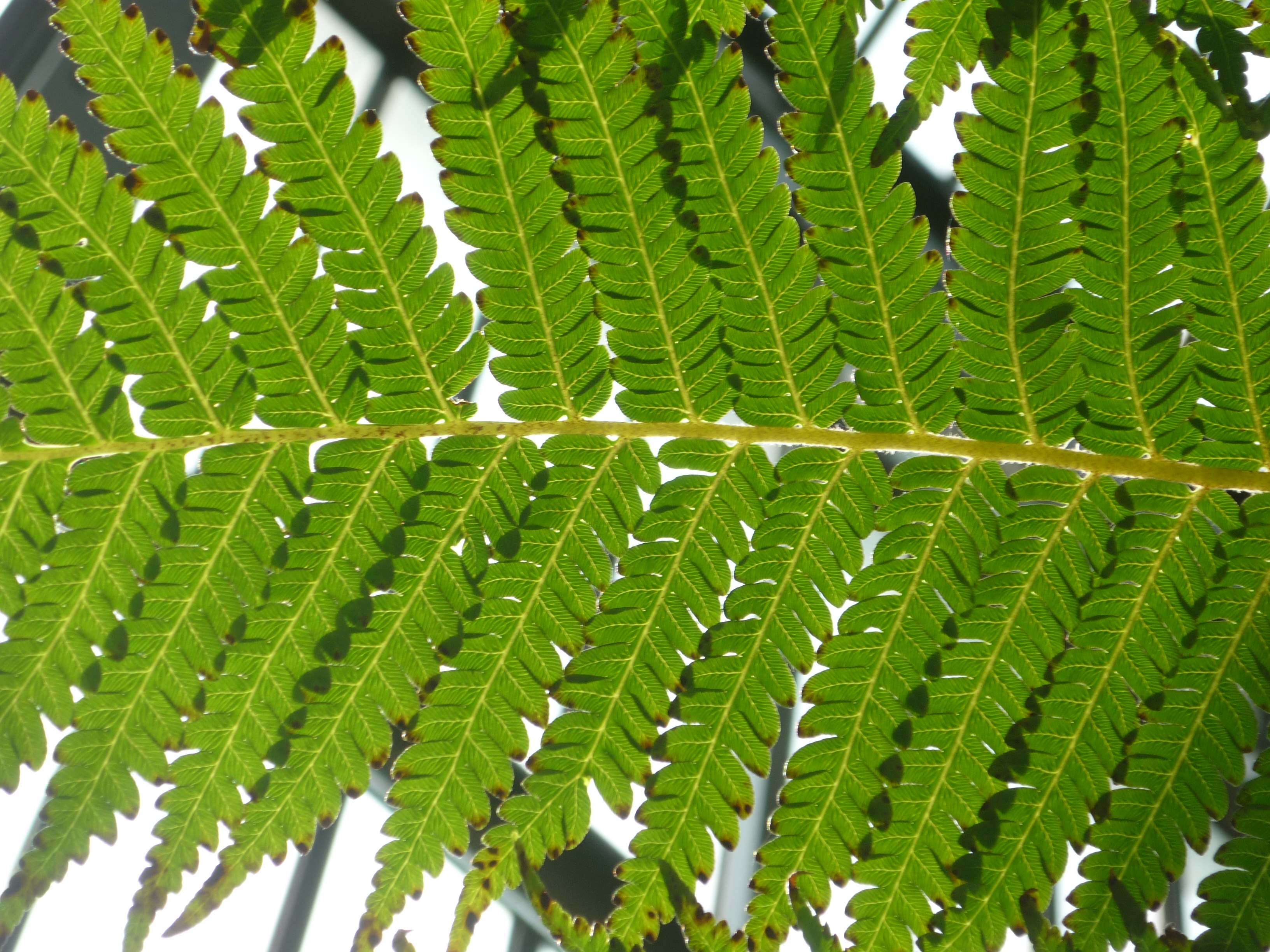
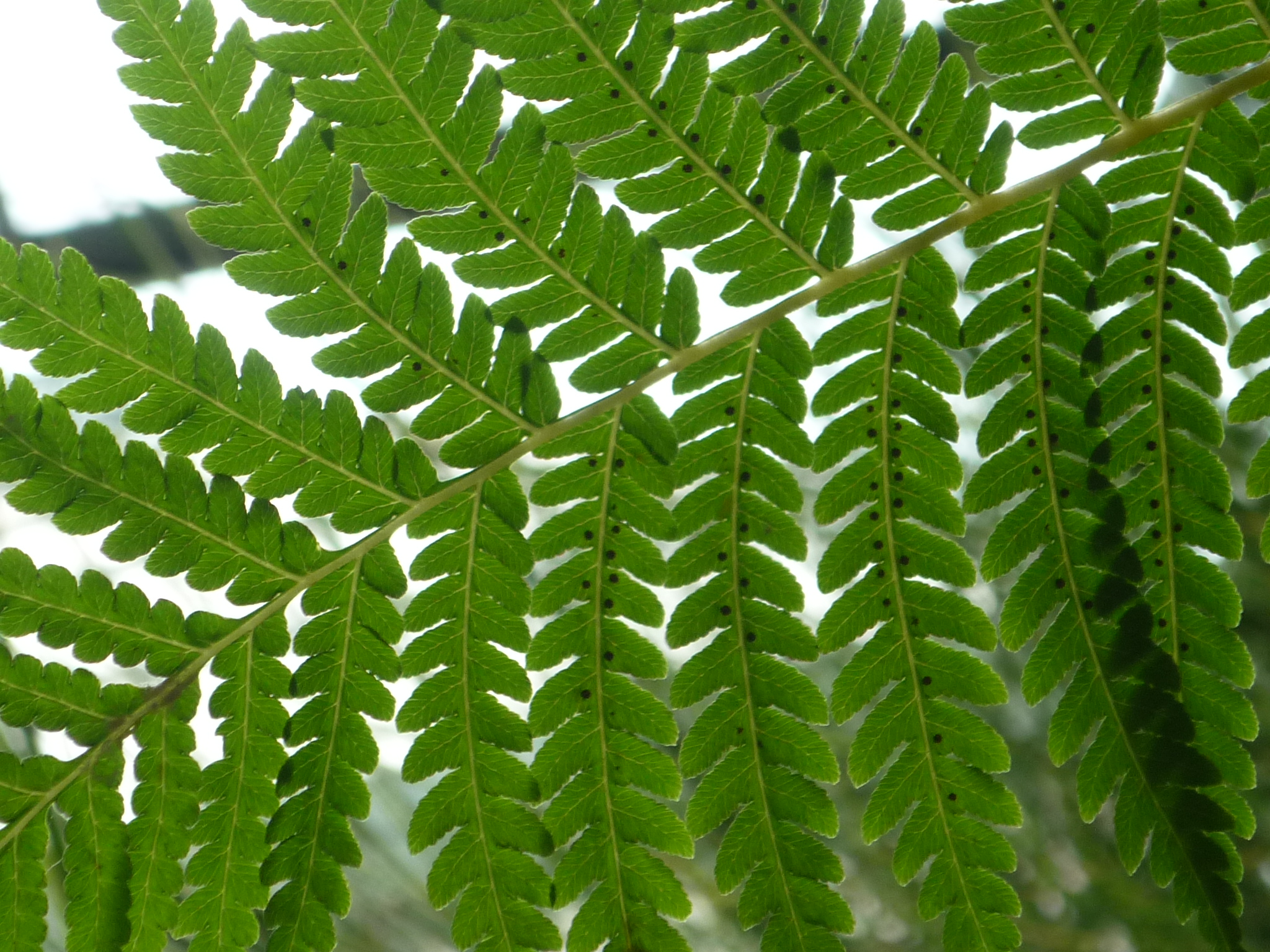
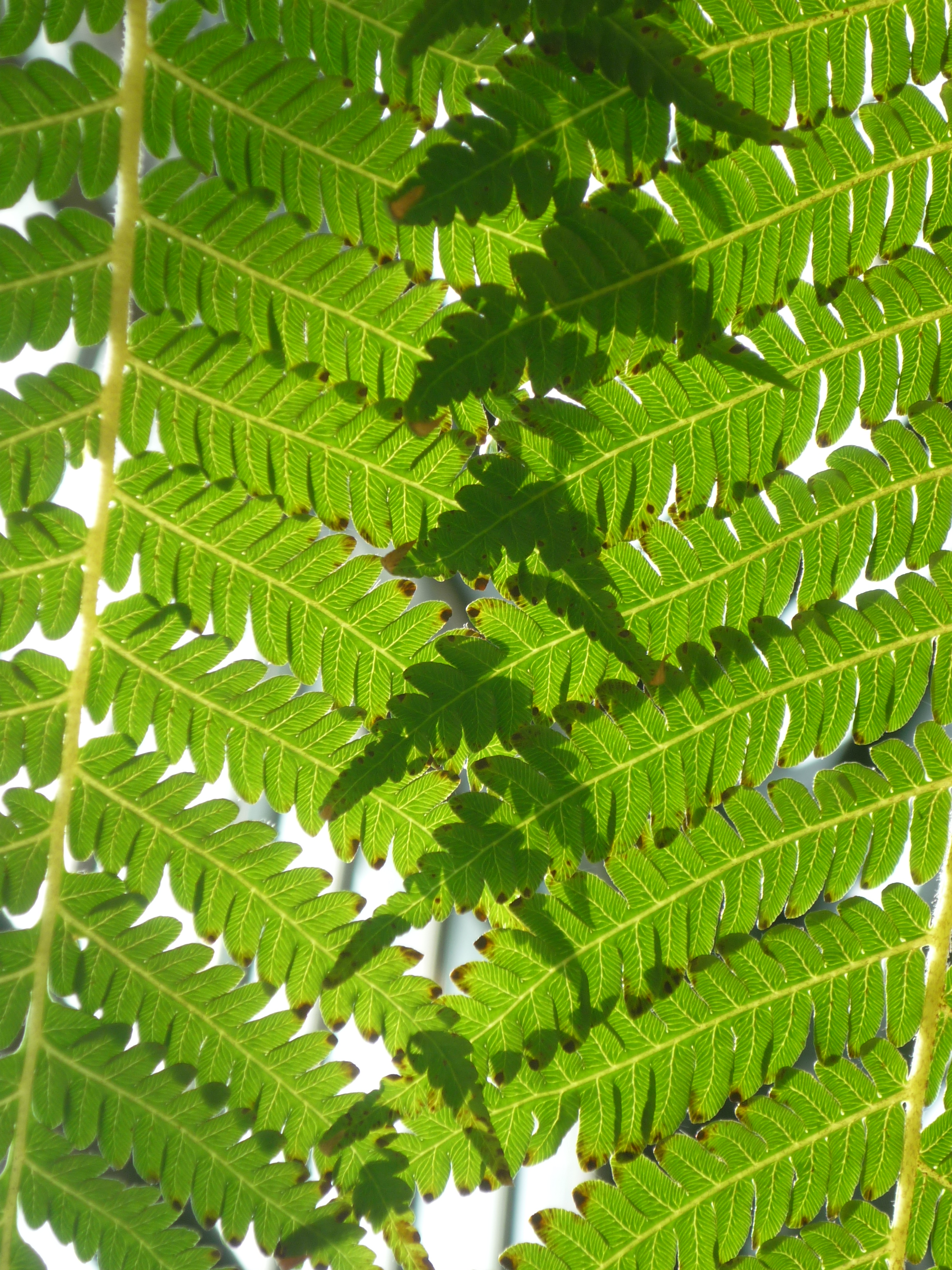